# Magdi Rúzsa
Magdi Rúzsa (n. Vojvodina, Serbia; 28 de noviembre de 1985), cantante húngara.
Se dio a conocer al ganar el concurso musical Megasztár (similar a Operación Triunfo). Su primer trabajo fue publicado en 2006 obteniendo 3 discos de platino. En febrero de 2007 fue elegida para representar a Hungría en el Festival de la Canción de Eurovisión 2007 con el tema Unsubstantial blues del que es autora, y finalizando en novena posición de 42 países. Antes de llegar a la gran final tuvo que pasar por la semifinal en la que quedó segunda.

## Discografía
- A döntőkben elhangzott dalok (2006) #1 HUN
- Ördögi angyal (2006) #1 HUN
- Kapcsolat Koncert (2007) #7 HUN
- Iránytű (2008) #2 HUN
- Magdaléna Rúzsa (2011) #2 HUN
- Tizenegy (2012) #4 HUN